# Mew (personaje de Pokémon)
Mew (ミュウ Myū?) es una de las criaturas de la franquicia Pokémon, una serie de videojuegos, anime, mangas, libros, cartas coleccionables y otros medios que fue inventada por Satoshi Tajiri y ha generado miles de millones de dólares en beneficios para Nintendo y Game Freak. Se lo considera un Pokémon singular tanto a los videojuegos como en los mangas y el anime de Pokémon.
Su creador, el programador de Game Freak Shigeki Morimoto, añadió a Mew a Pokémon Red y Blue como un personaje secreto. Esto ha hecho que su presencia haya estado rodeada de rumores y leyendas que han contribuido al éxito de la franquicia Pokémon. En estos juegos, Mew solo se puede conseguir mediante eventos de distribución de Pokémon.
Mew (ミュー) fue la primera marca registrada de Pokémon en ser solicitada (9 de mayo del 1990) y ser registrada (31 de marzo de 1994), incluso antes que Pocket Monsters (ポケットモンスター), que fue solicitada el 11 de septiembre de 1995 y registrada el 26 de diciembre de 1997.
Mew hizo su debut filmográfico en Pokémon The First Movie: Mewtwo Strikes Back, que protagoniza junto con Mewtwo. La película reveló que un pelo fosilizado de Mew descubierto por un equipo de científicos en una selva cerca del Esequibo, había sido utilizado para crear Mewtwo, un clon de Mew mejorado mediante ingeniería genética. Mew volvió a aparecer en Pokémon: Lucario y el misterio de Mew, donde también fue uno de los personajes principales, esta vez junto con Lucario. La trama secundaria de la película gira alrededor de la misteriosa historia de Mew y como llegó a ser tan poderoso. Uno de los protagonistas de Pokémon: The Mastermind of Mirage Pokémon es un espejismo de Mew que ayuda a Ash y sus amigos a derrotar al Mirage Master ('Amo de los Espejismos').

## Concepto y creación
A diferencia otros personajes de la franquicia Pokémon, el desarrollo de Mew no fue supervisado por Ken Sugimori, sino por el programador de Game Freak Shigeki Morimoto. Morimoto lo programó en el juego sin decirlo a nadie con el objetivo de realizar una broma al personal de la empresa justo antes de que se lanzara el juego en el Japón, con la intención que fuera un Pokémon que solo pudiera ser conocido y obtenido por los trabajadores de Game Freak. El pokémon fue agregado en el último momento de desarrollo de Pokémon rojo y azul, cuando el sistema de depuración ya había sido eliminado, cosa que dejaba bastante espacio libre en el cartucho para añadir el personaje, a pesar de que le habían dicho que no hiciera ningún cambio más a la entrega. Su diseño se basó en el de Mewtwo, aunque era una versión simplificada y menos voluminosa, desde el punto de vista de la memoria —aunque en los siguientes videojuegos de la franquicia lo explican al primero como un clon de Mew—. Aunque los desarrolladores no pretendían que se pudiera obtener, debido a un problema técnico, los jugadores pudieron encontrarlo.
Durante la primavera del 1996, el presidente de Game Freak, Satoshi Tajiri, usó la revista de manga japonesa Coro Coro Comic para hacer una presentación experimental de Mew y regalar las primeras cartas coleccionables de este Pokémon, cosa que sorprendió muchos de los trabajadores de la compañía, incluyendo a Morimoto. Ante su éxito, el 15 de abril de 1996 Game Freak anunció una competición para dar públicamente a la criatura a 151 ganadores. Posteriormente Tajiri señaló que había usado a Mew para provocar expectativa en torno a un «personaje invisible», de modo de mantener el interés en la franquicia y crear rumores y leyendas sobre el videojuego que se propagaran «de boca en boca», lo que resultó en un incremento en las ventas.

### Diseño y características
Morimoto diseñó a Mew como Pokémon roedor de color rosa pálido, con los ojos grandes y una cola larga y delgada que se vuelve más ancha hacia la punta, aunque en los juegos también se pueden ver ejemplares azules. Tiene la piel cubierta de una capa de pelo corto y fino que solo es posible ver al microscopio. Su ADN combina los genes de todas las especies de Pokémon que existen.
Es tímido y raramente se deja ver por los humanos. Es uno de los Pokémon legendarios de la primera generación, junto con Articuno, Zapdos, Moltres y Mewtwo. Ocupa el lugar número 151 a la Pokédex Nacional, entre Mewtwo (150) y Chikorita (152), lo que hace el último Pokémon de su generación. Es el único pokémon capaz de hacerse invisible a voluntad, lo que dificulta aún más su captura.
Los juegos de la primera generación y sus remakes, hay libros en la Mansión Pokémon en Cinnabar Island (Isla Canela en Español) que dicen que Mew fue descubierto en las profundidades de la selva de Guyana (Sudamérica) el día 5 de julio de un año no especificado, que recibió su nombre el día 10 de julio y que Mewtwo «dio a luz»  el día 6 de febrero. El nombre «Mew» se basa en la onomatopeya del maullido de un gato en inglés, meow.
En el mundo de los juegos hay estudiosos que piensan que Mew es el antepasado de todos los otros Pokémon. La cuarta generación de Pokémon presentó a Arceus, un Pokémon «dios» que según la mitología del juego creó el Universo. Esto puso en marcha un debate entre los fans sobre qué Pokémon vendría antes, Mew o Arceus.
En los videojuegos, Mew puede aprender todos los movimientos que se pueden enseñar. Además de Ditto y Smeargle (este último, gracias al ataque Sketch ['Esquema']), es el único Pokémon capaz de transformarse en otros Pokémon mediante el movimiento Transformación. En el animé también se puede apreciar su capacidad de volar, teletransportarse, cambiar de forma, crear grandes burbujas rosas de energía psíquica (que le sirven, entre otras cosas, para protegerse, amortiguar impactos o simplemente divertirse saltando sobre ella) y hacerse invisible.
Al igual que Mewtwo, Mew es un Pokémon de tipo psíquico con potentes atributos. Su capacidad de aprender casi todos los movimientos lo hace un Pokémon extremadamente polivalente en los combates, al tiempo que sus atributos equilibrados (100 de cada estadística) le permiten responder adecuadamente a una gran variedad de situaciones. Smogon, por ejemplo, destaca su eficacia a la hora de enfrentarse a Pokémon defensivos o de eliminar los obstáculos que hayan puesto otros Pokémon en el campo de batalla. Sin embargo, es más débil contra ciertos Pokémon de tipo fuego, insecto o siniestro, así como también los que puedan infligir quemaduras, parálisis o envenenamiento.

## Origen y apariciones

### Cine y televisión
Mew aparece por primera vez en una cascada similar al mítico Salto Ángel, situado en el estado Bolívar, Venezuela. Mew es de los pocos Pokémon en tener como origen América del Sur, específicamente de una región muy cercana al Esequibo; lugar que se encuentra en disputa entre Guyana y Venezuela.

### Videojuegos
Aunque Mew en Pokémon Red y Pokémon Blue tiene un diario en la Cinnabar Mansion que dice que Mew se encuentra en Guyana, al principio, la única manera lícita de conseguir a Mew a los videojuegos Pokémon era participar en acontecimientos promocionales en los cuales Nintendo lo distribuía. Mew fue revelado y puesto a disposición de los jugadores por primera vez al número de abril de 1996 de CoroCoro Comics. La revista contendía una promoción llamada «Oferta de Pokémon Legendario», gracias a la cual 20 participantes elegidos al azar pudieron enviar su cartucho a Nintendo para que la empresa añadiera Mew a su juego. Otros jugadores se lo pudieron descargar en acontecimientos promocionales organizados por Nintendo poco después del lanzamiento de Pokémon Red y Pokémon Blue. Este periodo se terminó cuando salió My Pokémon Ranch, un juego en el cual se puede obtener a Mew de manera legítima y sin necesidad de asistir a un evento.
Se puede transferir un Mew de una versión anterior a las ediciones Pokémon Perla y Diamante, Pokémon Platino, Pokémon HeartGold y SoulSilver mediante el Pal Park. Se pueden usar sistemas similares a Pokémon Blanco y Negro, Pokémon Negro y Blanco 2, Pokémon X e Y , Pokémon Rubí Omega y Zafiro Alfa para pasar un Mew a estas versiones.
Muchos jugadores aprovecharon el hecho de que los videojuegos de la primera generación de Pokémon tenían muchos errores transitorios en el código para capturar a Mew de manera ilegítima. El más famoso de estos métodos permite atrapar a cualquier Pokémon, pero se lo conoce con el nombre popular de "glitch de Mew» porque muchas veces se utiliza para capturar a este Pokémon. Las generaciones posteriores de videojuegos tienen muchos menos errores transitorios, pero algunos jugadores han continuado utilizando sistemas de trucos como GameShark y Action Replay para obtener a Mew.
Mew también es uno de los Pokémon que pueden salir de una Poké Ball en Super Smash Bros, Super Smash BrosMelee, Super Smash BrosBrawl, Super Smash Bros para Nintendo 3DS y Wii U y Super Smash Bros Ultimate. Cuando sale, se va volando hasta que desaparece de la pantalla. Tiene un papel importante en Pokémon Snap, donde es el único Pokémon que se puede fotografiar en el último nivel del juego, y PokéPark Wii: Pikachu's Adventure, en el que el Pikachu protagonista ayuda a Mew a reunir doce esquirlas de un prisma para salvar al PokéPark.

### Anime
La primera aparición importante de Mew en el anime Pokémon fue con uno de los protagonistas Pokémon The First Movie: Mewtwo Strikes Back. En la película se consideraba que estaba extinto desde hacía mucho tiempo y que había sido «un Pokémon raro y legendario, el más fuerte que nunca haya existido». Después de años de investigación, un equipo de científicos consiguen recombinar el ADN de Mew para crear a Mewtwo, un clon de Mew mejorado mediante ingeniería genética que se convirtió en la antagonista principal de la película. La trama secundaria de Pokémon: Lucario y el misterio de Mew gira alrededor de la misteriosa historia de Mew y como llegó a ser tan poderoso. En la película se puede ver un «árbol genealógico» de los Pokémon: el primero que aparece es Mew y el último es Ho-Oh. Mew también ha salido en la serie de televisión de Pokémon, primero en el especial The Mastermind of Mirage Pokémon (La mente maestra de los pokémon espejismo) y seguidamente en el episodio A Lean Mean Team Rocket Machine! (con la fantasía del Meowth del Team Rocket). Esta última aparición significa que todos los Pokémon de la primera generación ya han salido al menos una vez a la serie.

### Manga
Mew es uno de los personajes de la serie de manga de Pokémon Pokémon Adventures. Mew, que al manga también es conocido como 'Pokémon fantasma', aparece al primer capítulo, cuando una organización criminal, el Equipo Rocket, intenta capturarlo. El entrenador de Pokémon Red también prueba atraparlo, pero Mew lo derrota con facilidad. Los capítulos siguientes revelan que el Team Rocket quiere conseguir el ADN de Mew para terminar de crear a Mewtwo, de manera que Red y otro entrenador, Green, unen fuerzas para evitar que los criminales puedan capturarlo.

## Impacto cultural

### Promoción y merchandising
Un evento promocional publicado en la edición de abril del 1997 de la revista Coro Coro Comic, llamada «Oferta de Pokémon legendario», ofrecía a 20 ganadores la posibilidad de enviar su cartucho a Nintendo para que la empresa añadiera a Mew a su juego. Asimismo para promover la franquicia, es uno de los Pokémon que en 1998 fueron pintados al fuselaje de un Boeing 747-400 de All Nippon Airways, uno de los llamados Pokémon Jet.
En septiembre del 2006 se dio a todos los jugadores que tuvieran una copia de Ruby, Sapphire, Emerald, FireRed o LeafGreen la oportunidad de ir a Toys "R" Us para descargar a Mew de manera gratuita, para celebrar el lanzamiento de Lucario y el misterio de Mew y  Pokémon Mundo Misterioso: Equipo de Rescate Azul y Equipo de Rescate Rojo. El DVD de Lucario y el misterio de Mew vendía con una carta coleccionable promocional de Mew.
Entre los productos de merchandising de Mew se incluyen Peluches, juguetes de plástico y contenedores de caramelos. «Mew's Capture» ('La captura de Mew') fue una de las atracciones del parque de atracciones itinerante Poképark.

### Recepción
Se ha citado la revelación y distribución de Mew en eventos organizados como uno de los principales factores en el éxito de la serie en el Japón. La «Oferta de Pokémon Legendario» lanzada en el Japón atrajo más de 78.000 participantes, mucho por encima de la previsión inicial de 3.000.
El consejero delegado de Nintendo, Satoru Iwata, atribuye el éxito de los videojuegos a la «Oferta de Pokémon Legendario». A partir de esta promoción, las ventas semanales de Red y Green igualaron las ventas mensuales de antes de la oferta y, más adelante, las superaron por un factor de tres o cuatro. Aun así, la revista Computer and Video Games criticó duramente que Nintendo sólo quisiera distribuir Mew a sus acontecimientos, a la vez que señalaba que ya no tenía sentido porque de todos modos Mew se podía conseguir mediante el uso de mecanismos para hacer trampas, como por ejemplo el Pro Action Replay. Muchos jugadores compraron mecanismos para hacer trampas con el único objetivo de capturar a Mew. Ugo.com incluyó a Mew en su lista de «Los 25 Personajes Escondidos Más Guais» en sexta posición. Los autores Tracey West y Katherine Noll consideraron que Mew era el mejor Pokémon legendario y el quinto mejor Pokémon en general.
Mew es considerado uno de los mejores Pokémon de Red, Blue y Yellow por sus estadísticas equilibradas y por su capacidad de aprender todos los movimientos que pueden enseñarse mediante máquinas técnicas u ocultas.
En estudios sobre el impacto de personajes ficticios en los niños, como los que se llevaron a cabo en Pikachu's Global Adventure: The Rise and Fall of Pokémon, se ha observado que Mew es popular entre las niñas jóvenes, que son atraídas por los personajes «lindos». Mewtwo, en cambio, es popular entre los niños más grandes, que generalmente prefieren a los personajes «duros» o que «dan miedo».
El libro Media and the Make-believe Worlds of Children hizo una observación similar, describiendo a Mew como «infantil y dulce, con una combinación de características poderosas y bufonas», a la vez que subrayaba la importancia del contraste entre Mew y Mewtwo por los niños y afirmaba que este contraste era uno de los factores que suscitaban interés en Mew. IGN incluyó a Mew en su lista de mejores Pokémon de tipo psíquico, junto con Mewtwo, Alakazam y Starmie. La web describió a Mew como buen rival de Mewtwo, así como a Pokémon imprevisible por su capacidad de usar cualquier máquina técnica u oculta.